# Harald Serafin

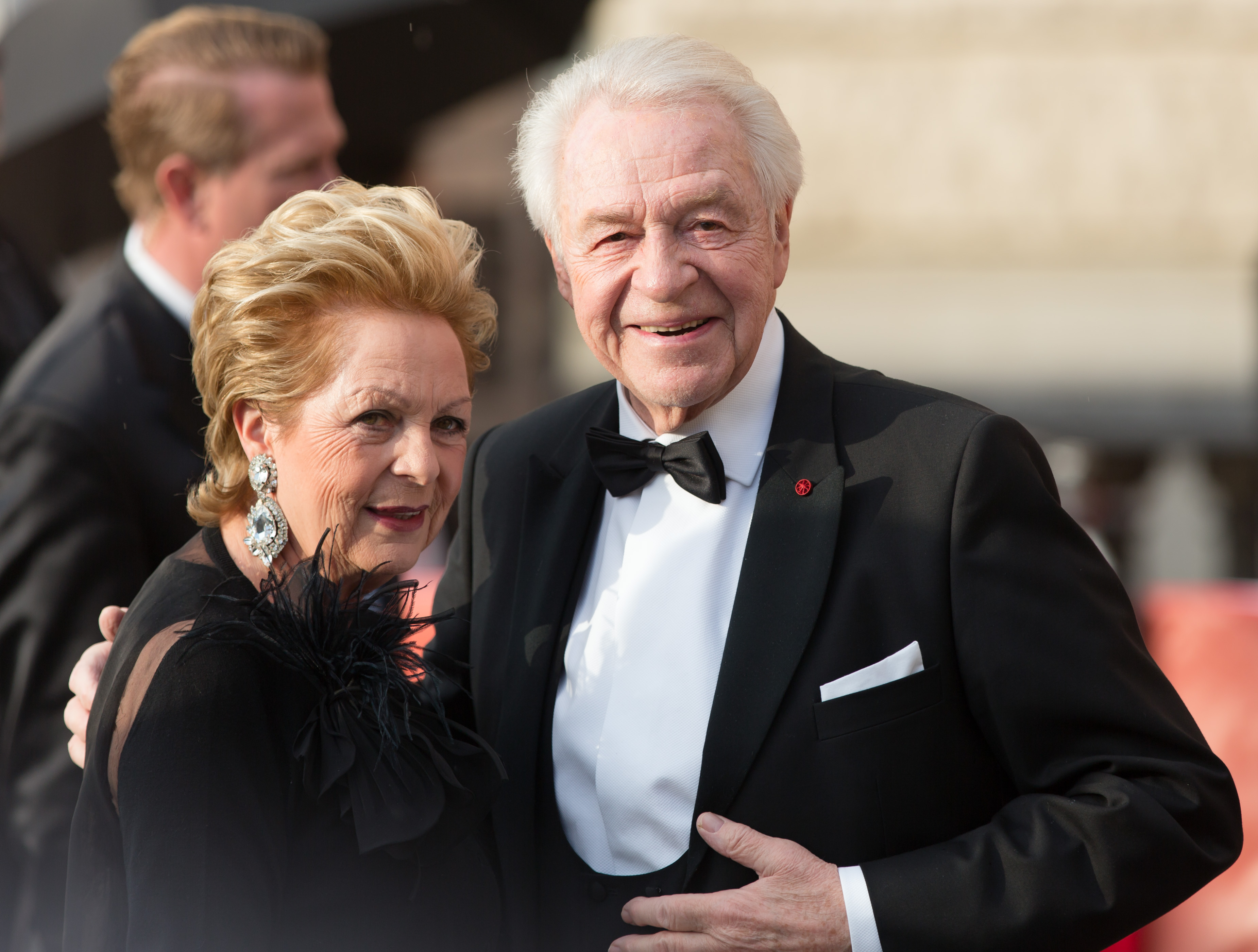
Harald Serafin mit seiner Gattin Ingeborg (2016)

Harald Serafin (* 24. Dezember 1931 in Kybartai, Litauen) ist ein österreichischer Sänger (Bariton). Von 1992 bis 2012 war er Intendant und künstlerischer Leiter der Seefestspiele Mörbisch.

## Leben
1939 wurde Litauen von der Sowjetunion besetzt, und die Familie flüchtete 1940 nach Memel in Ostpreußen, wo sie drei Jahre lang lebte. Als der Frontverlauf immer näher rückte, flüchtete die Familie nach Bamberg in Bayern, wo die Eltern ein Textilgeschäft eröffneten.
Nach der Matura 1951 begann Harald Serafin auf Wunsch seiner Familie ein Medizinstudium, brach aber vorzeitig ab und studierte stattdessen forthin Gesang. Serafin studierte unter anderem bei KS Willi Domgraf-Fassbaender in Nürnberg. Danach folgten Engagements in der Schweiz (St. Gallen, Bern, Zürich) und Deutschland (Aachen, Ulm). Bei den Zürcher Juni-Festspielen sang er gemeinsam mit Anneliese Rothenberger in Sutermeisters „Madame Bovary“.
Otto Schenk entdeckte das komische Talent Serafins und machte ihn zum „singenden Bonvivant der Operette“. Von der New York Times wurde er auch in Bezugnahme auf seine Physiognomie als „Walter Matthau der Wiener Operette“ bezeichnet. Nach einer Stimmbandoperation 1989 gab er das Singen eine Zeit lang auf.

1992 holte ihn Felix Dvorak zu seinen Festspielen Berndorf, wo er mit ihm Ludwig Thomas "Moral" inszenierte. Dieser erste Ausflug ins Sprechtheater war so erfolgreich, dass ihn das Theater in der Josefstadt alljährlich als Stargast an die Kammerspiele holte, wo er, immer unter der Regie von Felix Dvorak, triumphale Publikumserfolge feierte. 20 Jahre lang war er Intendant der Seefestspiele Mörbisch.
1996 übernahm er einen der Auktions-Sesselinhaber aus der Fortsetzung Mein Opa und die 13 Stühle.
Dem breiten österreichischen Publikum ist Serafin inzwischen durch seine Auftritte als Juror in der zweiten Staffel der TV-Show „Dancing Stars“ bekannt, die im Frühjahr 2006 im Programm ORF 1 ausgestrahlt wurde. Mit meist unverbindlichen, oft auch nichtssagenden Kommentaren – meist an das jeweilige Tanzpaar gerichtete Schmeicheleien – gab er gekonnt den Part des „freundlichen“ Jurors, der auch schwächere Tanzdarbietungen mit guten Noten bewertete.
Mit Fortdauer der mehrmonatigen Show erlangte sein häufig wiederkehrender Kommentar „Es war wunderbar!“ den Status eines Running Gags. Das schon vorher geliebte Wort wurde als „Mister Wunderbar“ zu seinem Spitznamen und floss als „Nicht immer war es wunderbar“ in den Titel seiner 2009 erschienenen Autobiografie ein. Die Floskel „Wunderbar“ war kurzfristig im populärkulturellen Zusammenhang dermaßen mit der Person Serafins konnotiert, sodass dieser zur massenmedialen „Kultfigur“ avancierte und für die Werbung einer Möbelhauskette engagiert wurde.
In einer anderen Aufzeichnung des ORF, in der Serafin in Mörbisch eine kurze Rede hielt, richtete er an den anwesenden Kunst-Staatssekretär Franz Morak die doppeldeutige Bemerkung: „Du weißt, was ich von dir halte.“ Morak, zum Publikum gewandt, versuchte daraufhin zu beschwichtigen: „Er meint es nicht so“ – womit er die unfreundliche Interpretation von Serafins Aussage als die richtige nahelegte. Harald Serafin konterte daraufhin ungerührt: „Doch, ich meine es so.“
Im Oktober 2008 spielte Harald Serafin gemeinsam mit Peter Weck im Wiener Volkstheater die Boulevardkomödie Sunshine Boys von Neil Simon unter der Regie von Michael Schottenberg. Zum Jahreswechsel 2014/2015 gastierte er einige Male als Baron Mirko Zeta in Die lustige Witwe an der Oper Köln.
Im März 2015 stand er bei Schon wieder Sonntag im Theater in der Josefstadt zusammen mit Otto Schenk und Hilde Dalik auf der Bühne.
2019 spielte er den Obereunuchen in Das Land des Lächelns bei den Seefestspielen in Mörbisch.
Sein Sohn Daniel aus seiner bestehenden Ehe mit Ingeborg und seine Tochter Martina Serafin aus der Ehe mit Mirjana Irosch sind beide in die Fußstapfen des Vaters getreten und Opernsänger (Bariton bzw. Sopranistin).

## Auszeichnungen
- Harald Serafin erhielt 1995 vom österreichischen Bundespräsidenten Thomas Klestil den Berufstitel Professor, bereits 1985 war er vom Direktor der Wiener Volksoper, Karl Dönch zum Kammersänger ernannt worden.
- 1983 erhält er von der österreichischen Fremdenverkehrswerbung die goldene Ehrenplakette
- Vom Theater an der Wien wurde ihm der Goldene Ehrenring verliehen.
- 1996 überreichte ihm Landeshauptmann Karl Stix für seine Verdienste um die burgenländische Kulturszene das Komturkreuz des Landes Burgenland
- 1999 verlieh ihm der Wiener Kulturstadtrat Dr. Peter Marboe das Goldene Ehrenzeichen für Verdienste um das Land Wien.
- 2001 überreichte ihm im Festsaal des Bundeskanzleramtes Franz Morak, der Staatssekretär für Kunst und Medien, die zweithöchste Auszeichnung des österreichischen Staates für einen Künstler, das Ehrenkreuz für Wissenschaft und Kunst I. Klasse. Die Laudatio hielt der Direktor der Wiener Staatsoper, Herr Ioan Holender.
- 2005 wurde ihm der Skål Tourism Quality Award verliehen.
- 2006 wurde er am 13. September Ehrenmitglied der Wiener Volksoper.
- 2006 erhielt er den Goldenen Rathausmann der Stadt Wien.
- 2006 Ritter des Ordens für Verdienste um Litauen
- 5. November 2007 erhielt er die Ehrenmedaille der Bundeshauptstadt Wien in Gold
- 2019 Kulturpreis des Landes Burgenland[6]
- 2020 Komturkreuz mit dem Stern des Landes Burgenland[7]
- 2024 Österreichischer Musiktheaterpreis 2024 für das Lebenswerk[8]

Bei einem Einbruch in Serafins Wiener Wohnung am Abend des 29. August 2009 wurden unter anderen Wertgegenständen das Goldene Ehrenzeichen für Verdienste um das Land Wien und die Ehrenmedaille der Bundeshauptstadt Wien gestohlen.